# ベリンダ・カーライル
ベリンダ・カーライル（英: Belinda Carlisle、本名：Belinda Jo Carlisle、1958年8月17日 - ）は、アメリカ合衆国の歌手である。主にヨーロッパ、日本で人気が高く、特にイギリスではヒット曲が多い。元ゴーゴーズのヴォーカル。

## 来歴

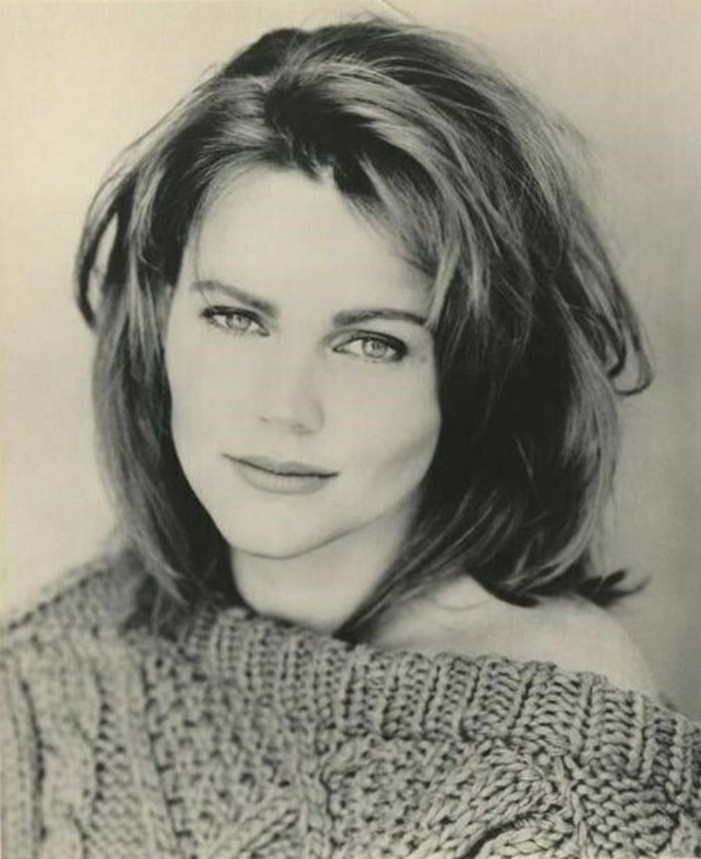
1987年

1958年8月17日、誕生。カリフォルニア州ロサンゼルスのハリウッド出身。高校生のとき、イギー・ポップのファンになる。
ロサンゼルスのパンク・ロックシーンのオリジネイターといわれるジャームス結成時にドラムスで参加したが、まもなく脱退（ただし後もライブMCなどを務めてバンドに協力した）。1978年、ロックンロールバンドのゴーゴーズを結成し、1980年にメジャーデビューした。デビューアルバム Beauty and the Beat は6週にわたり全米1位を記録した。女性だけのロック・グループとして史上初の全米1位であった。
ゴーゴーズは1985年に解散する。翌年1986年、「マッド・アバウト・ユー（Mad About You）」でソロデビューした。さらに1987年にはシングル “Heaven Is A Place On Earth” を発表し、『ビルボード』誌のHot 100で1位を記録した（後にDIMA MUSICのlisaによりカバーされている）。この曲のプロモーションビデオは女優ダイアン・キートンが監督した。
ミュージシャン仲間との交流も盛んで、彼女のアルバムには多数の著名ミュージシャンが参加している（リンジー・バッキンガム、スザンナ・ホフス、アンディ・テイラー、ミシェル・フィリップス、トーマス・ドルビー、ジョージ・ハリソン、ブライアン・アダムス、ブライアン・ウィルソン、ナターシャ・アトラス、デヴィッド・リンドレー、スティーヴ・ルカサー、ブライアン・イーノなど）。
1990年になるとゴーゴーズは再結成され、カーライルもそれに参加している。
90年代後半からはイギリスやフランスに移住しゴーゴーズの活動以外はヨーロッパを中心に活躍している。
2006年には、80's DANCE POP SUMMIT出演のため、来日。リック・アストリー、シニータ、マイケル・フォーチュナティと共に来日公演を行った。
2007年に久々にソロでアルバムをリリース。全曲フランス語で歌われたこのアルバムは高い評価を得るが、セールス的には惨敗した。
2008年、MTVの人気番組 Rock The Cradle に審査員として参加している。
2010年5月7･8日にBillboardLiveTOKYOで、10･11日にはBillboardLiveOSAKAで計4日間8公演を行った。　
2010年6月に自伝『Lips Unsealed: A Memoir』を発表。40代半ばまでドラッグ中毒であった事を告白し、物議を醸す。
2016年末にフランスからタイのバンコクに移住、現在はバンコクを拠点に活動している。
2020年、ゴーゴーズがドキュメンタリー映画「The Go-Go’s」を公開。それに合わせ約20年ぶりの新曲となる「Club Zero」を含むアルバム「Beatnik Beach Summer」を発表し、カーライルもそれらに参加している。

## 人物
好きな映画はイタリア映画で、俳優マルチェロ・マストロヤンニのファンである。夫は、俳優ジェームズ・メイソンの息子で映画プロデューサーのモーガン・メイソン。モーガンは彼女のプロモーションビデオ（“Heaven Is A Place On Earth” と “Mad About You”）に出演している。ゲイ・アクティビストのジェームズ・デューク・メイソンは1人息子。
歌手のマドンナとは何かと縁がある。誕生日が1日違いであり、アメリカ時代は同じジムに通っていたりもした。またベリンダが最初に起用したウィリアム・オービットやリック・ノウェルズをマドンナが後から起用し成功させている。ベリンダが早くにヨーロッパへ移住した後、マドンナも移住。また、マドンナのドキュメンタリー映画『イン・ベッド・ウィズ・マドンナ』の中でもベリンダの名前が出てくる箇所がある（ベリンダとマドンナ両方のバックコーラスをしたことのあるドナ・デ・ローリーがベリンダの歌まねをしてふざけるシーン）。
私生活ではビバリーヒルズと南フランス・ヴァール県に居住、フランスで子育てをした。一人息子は大学卒業後にカリフォルニアに戻り、2016年末、ベリンダと夫はタイに移住した。
ヴァール県にアメリカのファーストフードチェーンが進出する際、反対運動をした。

## 日本との関わり
- 最大のヒット曲「ヘヴン・イズ・ア・プレイス・オン・アース」は東海旅客鉄道（JR東海）「プレイバック・エクスプレス」（1988年）およびスバル・プレオ（2002年）のCM曲、また「ベイビーレイズJAPAN 大矢・高見のしゃべりスタ!」オープニングテーマに起用されている。2011年頃[いつ?]にはフジテレビ系列の情報番組『めざましどようび』の「どようび占いcount down」のコーナーや同局「情報プレゼンター とくダネ!」のテーマソングにも使用された。
- 読売テレビが1987年から1995年にかけて春休み・夏休み・冬休みの学休期間中にOVAやアニメーション映画を中心に放送していた関西ローカルセールスの特別枠番組『アニメだいすき!』シーズン4のOPに、Heaven Is A Place On Earthが採用されている。
- 1992年、阪神競馬場にて「ランナウェイ・ホーシズ」が使用された。
- ブティックJoyのCMに出演したことがある（BGMは“The Same Thing”）。
- Vision Of Youのプロモーションビデオは日本に来た時に撮影した素材で構成されている（渋谷、成田空港、東京都大田区の池上本門寺など）。

## 作品

### スタジオ・アルバム
- 『ベリンダ』 - Belinda (1986年)
- 『ヘヴン・オン・アース』 - Heaven on Earth (1987年)
- 『輝きのままで』 - Runaway Horses (1989年)
- 『愛になりたい』 - Live Your Life Be Free (1991年)
- 『リアル』 - Real (1993年)
- 『ア・ウーマン・アンド・ア・マン』 - A Woman & a Man (1996年)
- 『フレンチ・ソングブック』 Voila! (2007年)
- Wilder Shores (2017年)

### ライブ・アルバム
- The Heaven on Earth Tour (2022年)

### コンピレーション・アルバム
- The Best of Belinda / Her Greatest Hits (1992年)
- 『ザ・ベスト・オブ・ベリンダ VOL.1』 - The Best of Belinda vol.1 (1995年)
- 『ザ・グレイテスト』 - The Greatest (1998年)　※日本のみのリリース
- 『グレイテスト・ヒッツ』 - A Place on Earth - The Greatest Hits (1999年)
- 『ザ・コレクション』 - The Collection (2002年)
- Icon – The Best of Belinda Carlisle (2013年)
- The Anthology[5] (2014年)
- The Very Best of Belinda Carlisle（2015年）
- The CD Singles 1986-2014（2015年）
- 『ゴールド』 - Gold (2019年)

### EP
- Kismet[6] (2023年)

### シングル
※日本で7インチでリリースされたシングルのみ記載。
- 「マッド・アバウト・ユー」 - "Mad About You"（1986年）全米3位　※ソロデビューシングル
- 「ヘヴン・イズ・ア・プレイス・オン・アース」 - "Heaven Is a Place on Earth"（1987年）全米1位
- 「アイ・ゲット・ウィーク」 - "I Get Weak"（1988年）全米2位　※ダイアン・ウォーレン作

#### ゲスト参加シングル
- "What Does It Take" (with Then Jerico) (1989年）全英33位 ※ゼン・ジェリコの楽曲にコーラスで参加

### ビデオ・アルバム
- 『グレイテスト･ヒッツ･ライヴ!』 - Live From Metropolis Studios (2013年)